# 篠原聡子
篠原 聡子（しのはら さとこ、1958年9月3日 - ）は、日本の建築家、建築教育者、建築研究者。日本女子大学家政学部住居学科教授、同大学学長。空間研究所を主宰して作家活動を展開。千葉県東金市生まれ。夫は隈研吾。

## 人物・来歴
1977年、千葉県立東金高等学校卒業。1981年、日本女子大学家政学部住居学科卒業。1983年、同大学大学院修士課程修了。1983年から1985年まで香山アトリエに勤務。1986年、空間研究所を設立。1996年、「大阪府営泉大津なぎさ住宅（仮称）設計競技」で優秀作1席に入選。1997年、日本女子大学住居学科専任講師。2001年、日本女子大学住居学科助教授。2010年、日本女子大学住居学科教授。2020年から日本女子大学学長。
Y-HOUSE、キヨサト閣で日本建築学会賞作品選集入選。RIGATO-Fで東京建築士会住宅建築賞。「燈居」で東京建築賞奨励賞。Superar kinuta、StylehouseC棟D棟でグッドデザイン賞。その他の作品に、東金市立嶺南幼稚園、Rete tamaplaza、日本女子大学附属豊明幼稚園など。

## 主な著作

### 単著
- 『住まいの境界を読む : 人・場・建築のフィールドノート』彰国社、2007年10月。ISBN 9784395010011。
- 『アジアン・コモンズ : いま考える集住のつながりとデザイン』平凡社、2021年10月。ISBN 9784582544695。

### 共著
- 佐々井啓、飯田文子『生活文化論』朝倉書店〈シリーズ「生活科学」〉、2002年4月。ISBN 4254605919。
- 大橋寿美子、小泉雅生、ライフスタイル研究会『変わる家族と変わる住まい』彰国社、2002年8月。ISBN 4395006272。
- 日本女子大学篠原聡子研究室『シェアハウス図鑑』彰国社、2017年12月。ISBN 9784395320981。
- 黒石いずみ、大月敏雄、槻橋修『「住む」ための事典』彰国社、2020年4月。ISBN 978-4-395-32068-4。